# Perizonio
El perizonio es una sección de la pared celular de las auxosporas que comprende bandas o anillos de sílice, la cual se forma por debajo de la incunabula conforme se expande la auxospora.

## Tipos

### Perizonio transversal
Bandas silíceas dispuestas perpendicularmente al eje de crecimiento de la auxospora.

### Perizonio longitudinal
Bandas silíceas más largas, dispuestas paralelamente al eje de crecimiento de la auxospora.